# ZTV (serie de televisión)
ZTV fue un programa para el público infantil-juvenil, coproducido por CienPies Contenidos y Telefe de Argentina. Se estrenó el sábado 2 de febrero de 2012 y fue emitido hasta el día 7 de junio de 2015 por la cadena Telefe. Fue estrenado con el motivo de incluir contenido infantil en la programación del canal debido a la Ley de Servicios de Comunicación Audiovisual.

## Información general
ZTV era un "canal clandestino" que diariamente irrumpía en la pantalla de Telefe. El Señor A era el dueño y director de programación de ZTV. Acompañado de su secretaria Gertrudis, un poco iluminado productor llamado Waldo y un jefe de control con pocas pulgas llamado Camilo Séptimo, el señor A tendría que luchar para lograr rating, en un canal que no cuenta con las mejores celebridades.
ZTV fue transmitido de lunes a viernes de 6:45 a. m. (6:30 a. m. en un principio) a 7:50 a. m., y los sábados y domingos de 8:00 a. m. a 10:30 a. m. (10:00 los domingos), horario que variaba en los diferentes canales afiliados de Telefe en Argentina.
La transmision de la serie influenciada por anime Ecopandilla en Televisión Publica Argentina hizo que su bloque Pakapaka sea competitivo al bloque de Telefe ZTV
El lunes 8 de junio de 2015, el programa fue reemplazado por el bloque Discovery Kids en Telefe.
El sábado 25 de noviembre de 2023, se empezó a emitir repeticiones del mismo (solo contenido propio) en la señal internacional.

## Series

### Series propias
- 30 Segundos de paz
- Cambio Juez
- Carnaval do sabor
- Curiosidades del mundo
- El informe del tránsito
- El rincón de los enamorados
- El rincón del futuro
- El Stand Up de Señorita Venganza
- El tiempo con temporale
- Entrometidos
- Lágrimas de Cocodrilo
- MagicaMiente
- TelenotiZias
- Webeando

### Dibujos animados
- Ben 10
- Bondi Band
- Sally Bollywood
- Frutillita: Aventuras en Tutti-Frutti
- Futurama
- El Principito
- KND: Los chicos del barrio
- Las Chicas Superpoderosas
- Las Sombrías Aventuras de Billy y Mandy
- Liga de la Justicia
- Liga de la Justicia Ilimitada
- Malo Con Carne
- Walter y Tandoori
- La colmena feliz
- Stella y Sam

### Anime
- Basquash!
- Digimon 4
- Dragon Ball Z
- El Príncipe del Tenis
- Heroman
- Inazuma Eleven
- InuYasha
- Monster Rancher
- Monsuno
- Pokémon: Diamante y Perla
- Sailor Moon (Clásico y R, SuperS solo desde ep. 142)
- Shaman King
- Yu-Gi-Oh! 5D's
- Yu-Gi-Oh! GX
- Ecopandilla

### Series de CGI
- Max Steel
- Pac-Man y las Aventuras Fantasmales
- La gatita Poppy

### Series de imagen real
- Lazy Town
- Power Rangers Samurai
- Power Rangers Super Samurai
- Historias horribles

## Personajes
- Señor A: el director del programa
- Gertrudis: la secretaria de Señor A
- Waldo: el productor del programa
- Camilo Séptimo: el controlador de programas
- Aquiles Tendón: conductor de telenotiZias
- Pamela Harvard: coconductora de telenotiZias
- Porototipo: el inventor tecnológico de telenotiZias
- J.J. Temporale: el meteorólogo de telenotiZias
- Miguel Ángel Delicado: conductor de Cambio Juez
- Beto Rústico: conductor de Cambio Juez
- La Planta Carnívora: invitada Especial de Cambio Juez
- Consuelo Penas: protagonista de Lágrimas de Cocodrilo
- León Lunar: protagonista de Lágrimas de Cocodrilo
- Washingtón, el pingüino: protagonista de Lágrimas de Cocodrilo
- VJ Ganso: conductor de Webeando
- Rita Venganza: conductora del Stand-up de Señorita Venganza+
- Hermanas Mimí y Lulú: coconductoras del programa de chismes

## ZTV en redes sociales
- Sitio web oficial
- Facebook Oficial
- Twitter Oficial
- Sitio web oficial en Wayback Machine